# Gerald Patterson
Gerald Leighton Patterson (17. prosince 1895, Melbourne – 13. června 1967, tamtéž) byl australský tenista, dvojnásobný vítěz dvouhry ve Wimbledonu a šampión na Australian Championships z roku 1927, na kterém také získal pět titulů ve čtyřhře. V roce 1919 byl spolu s Billem Johnstonem hodnocen jako nejlepší hráč světa.

## Sportovní kariéra
Narodil se v Melbourne, kde navštěvoval internátní školu Scotch College.
Díky své výšce praktikoval silový styl servis–volej, se kterým uspěl na třech grandslamech ve dvouhře. Pro mimořádně tvrdé podání získal přezdívku „Human Catapult” (lidský prak). Za daviscupový tým Austrálie nastoupil v soutěži ke 46 zápasům s bilancí: 21 výher – 10 proher ve dvouhře a 11 výher – 4 prohry ve čtyřhře. Stal se členem vítězného družstva v roce 1919. V roli nehrající kapitána pak u národního mužstva působil roku 1946. Z hlediska vybavení udával nový styl, když už v roce 1925 používal kovovou raketu.
V roce 1989 byl posmrtně uveden do Mezinárodní tenisové síně slávy a v srpnu 1997 pak do Australské tenisové sině slávy.
Jeho tetou byla australská operní pěvkyně Dame Nellie Melba a otcem závodní jezdec Bill Patterson. Za hrdinství, které prokázal jako důstojník Královského pozemního dělostřelectva v bitvě u belgické obce Mesen roku 1917, byl vyznamenán Válečným křížem

## Finálová utkání na Grand Slamu

### Dvouhra (7)

#### Vítěz (3)
| Rok  | Turnaj                   | Finalista       | Výsledek              |
| 1919 | Wimbledon                | Norman Brookes  | 6-3 7-5 6-2           |
| 1922 | Wimbledon                | Randolph Lycett | 6-3 6-4 6-2           |
| 1927 | Australian Championships | John Hawkes     | 3-6 6-4 3-6 18-16 6-3 |

#### Finalista (4)
| Rok  | Turnaj                     | Vítěz              | Výsledek         |
| 1914 | Australasian Championships | Arthur O'Hara Wood | 4-6 3-6 7-5 1-6  |
| 1920 | Wimbledon                  | Bill Tilden        | 6-2 2-6 3-6 4-6  |
| 1925 | Australian Championships   | James Anderson     | 9-11 6-2 2-6 3-6 |

### Mužská čtyřhra (14)

#### Vítěz (6)
| Rok  | Turnaj                     | Spoluhráč          | Finalisté                         | Výsledek            |
| 1914 | Australasian Championships | Ashley Campbell    | Rodney Heath Arthur O'Hara Wood   | 7-5 3-6 6-3 6-3     |
| 1919 | US Championships           | Norman Brookes     | Vincent Richards Bill Tilden      | 8-6 6-3 4-6 4-6 6-2 |
| 1922 | Australian Championships   | John Hawkes        | James Anderson Norman Peach       | 8-10 6-0 6-0 7-5    |
| 1925 | Australian Championships   | Arthur O'Hara Wood | James Anderson Fred Kalms         | 6-4 8-6 7-5         |
| 1926 | Australian Championships   | John Hawkes        | James Anderson Arthur O'Hara Wood | 6-1 6-4 6-2         |
| 1927 | Australian Championships   | John Hawkes        | Ian McInness Arthur O'Hara Wood   | 8-6 6-2 6-1         |

#### Finalista (8)
| Rok  | Turnaj                   | Spoluhráč          | Vítězové                                 | Výsledek             |
| 1922 | Wimbledon                | Arthur O'Hara Wood | James Anderson Randolph Lycett           | 6-3 9-7 4-6 3-6 9-11 |
| 1922 | US Championships         | Arthur O'Hara Wood | Vincent Richards Bill Tilden             | 6-4 1-6 3-6 4-6      |
| 1924 | Australian Championships | Arthur O'Hara Wood | James Anderson Norman Brookes            | 2-6 4-6 3-6          |
| 1924 | US Championships         | Arthur O'Hara Wood | Howard Kinsey Robert Kinsey              | 5-7 7-5 9-7 3-6 4-6  |
| 1925 | US Championships         | John Hawkes        | Richard Norris Williams Vincent Richards | 2-6 10-8 4-6 9-11    |
| 1928 | Wimbledon                | John Hawkes        | Jacques Brugnon Henri Cochet             | 11-13 4-6 4-6        |
| 1928 | US Championships         | John Hawkes        | John Hennessey George Lott               | 2-6 1-6 2-6          |
| 1932 | Australian Championships | Harry Hopman       | Jack Crawford Gar Moon                   | 10-12 3-6 6-4 4-6    |

### Smíšená čtyřhra (1)

#### Vítěz (1)
| Rok  | Turnaj    | Spoluhráčka        | Finalisté                         | Výsledek |
| 1920 | Wimbledon | Suzanne Lenglenová | Elizabeth Ryanová Randolph Lycett | 7-5 6-3  |

### Externí osdkazy
- (anglicky) Gerald Patterson na stránkách Mezinárodní tenisové síně slávy
- (anglicky) Gerald Patterson na stránce ADB